# Carles Gadea Campos
Carles Gadea Campos (Barcelona, 1925 - Barcelona?, 2008) fou un jugador de tennis de taula català.
Es formà al Club Tennis Pompeia i, posteriorment, competí esportivament amb el Club de 7 a 9. Fou campió de Catalunya en dobles (1951) i dos cops per equips (1953, 1955). En l'àmbit estatal, aconseguí set campionats d'Espanya entre 1949 i 1955: dos d’individuals (1952, 1955), un de dobles (1952, fent parella amb Jaume Capdevila), un de mixtos (1953) i tres per equips (1949, 1953, 1955). Entre d'altres reconeixements, fou guardonat amb la medalla d'argent de la Reial Federació Espanyola de Tennis de Taula.